# Suszenie żywności

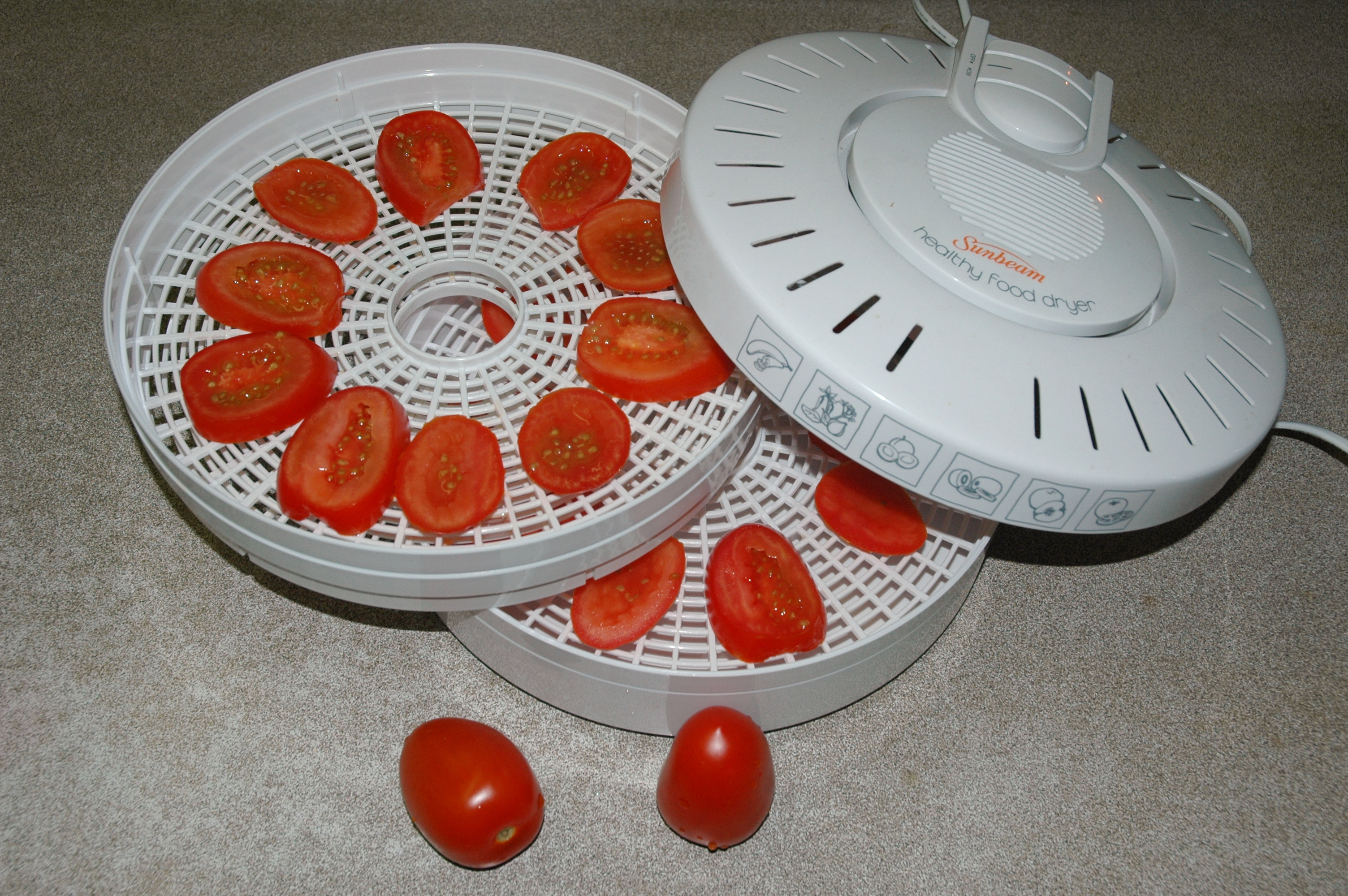
Krojone pomidory przygotowane do suszenia na suszarce elektrycznej

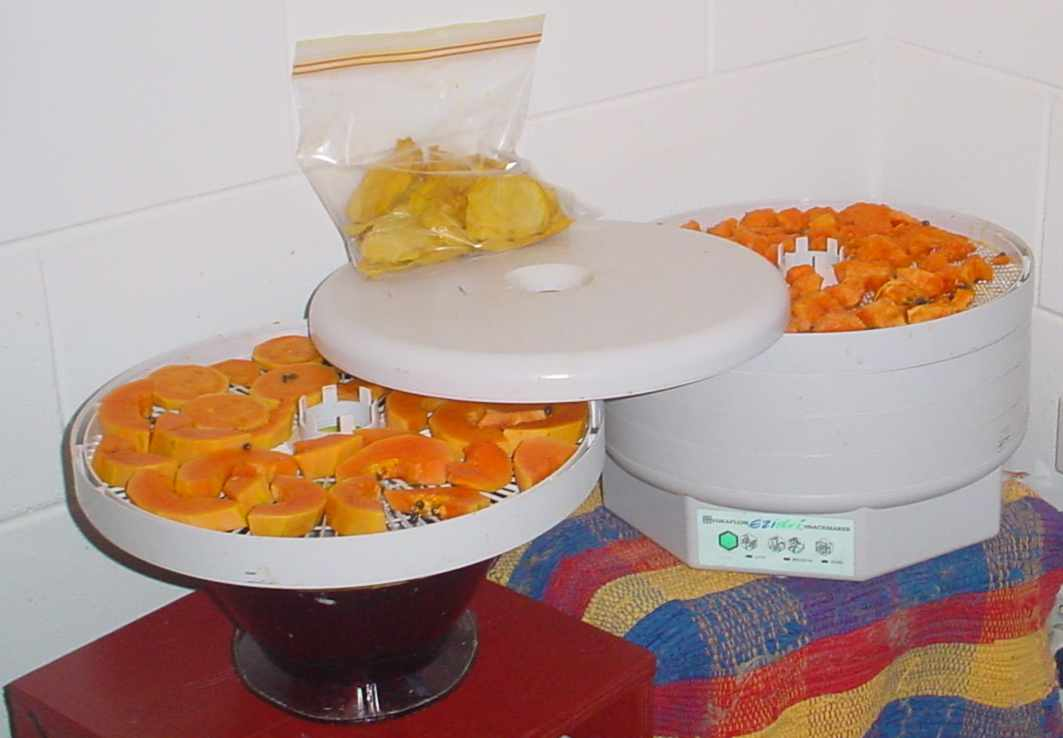
Krojone owoce mango i papai suszące się na suszarce elektrycznej

Suszenie żywności – metoda konserwacji żywności, polegająca na usunięciu wody z produktu. Suszenie żywności znane było już w czasach prehistorycznych, kiedy to suszono mięso (w tym również ryby). Pierwotnie suszono mięso z wykorzystaniem słońca i wiatru, zaś później ognia, przy czym proces ten często przypominał wędzenie. Obecnie wykorzystuje się, na skalę przemysłową suszarnie jak i w warunkach domowych. Usunięcie wody uniemożliwia rozwój drobnoustrojów, jak również efektywnie spowalnia przebieg przemian enzymatycznych i nieenzymatycznych.
Jedną z metod suszenia jest liofilizacja – por. żywność liofilizowana.

## Przykłady
Najczęściej suszone są:
- warzywa – pomidor, marchew, pietruszka, seler i por;
- owoce – jabłka, gruszki, śliwki, banany i winogrona (powstają z nich rodzynki);
- jadalne grzyby kapeluszowe – por. grzyby suszone.

Na skalę przemysłową suszy się również:
- mleko – tak powstaje mleko w proszku;
- ekstrakty kawy – tak powstaje kawa instant;
- buliony mięsne i warzywne – tak powstają zupy w kostkach.